# Ericeia waterstoni
Ericeia waterstoni är en fjärilsart som beskrevs av Edward P. Wiltshire 1982. Ericeia waterstoni ingår i släktet Ericeia och familjen nattflyn. Inga underarter finns listade i Catalogue of Life.